# 艾瑞克·費納
艾瑞克·費納，CBE（英語：Eric Fellner，1959年10月10日—）是一名英國電影監製。
費納目前與工作於Working Title影業，費納曾製作超過60部電影，包括《致命檔案》、《你是我今生的新娘》、《越過死亡線》、《冰血暴》、《新娘百分百》、《聯航93》以及《BJ單身日記》。
Working Title Flims影業與環球影業在1999年簽下6億美元合約，Working Title可以不需經過環球影業的商議動用3500萬美元的預算。也因此Working Title成為了英國最大的獨立製片公司，所製作的影片也相當成功。《你是我今生的新娘》全球票房2億5千萬美元，《越過死亡線》、《冰血暴》紛紛得到奧斯卡金像獎榮耀。
費納在1972年至1977年間就讀於英格蘭薩里郡的克蘭雷學校（Cranleigh School）。之後就讀倫敦音樂戲劇市政廳學院。
2005年，費納因為對於英國影業的貢獻，獲頒CBE勳銜。

## 參與電影
- 《致命檔案》（Hidden Agenda）
- 《你是我今生的新娘》（Four Weddings and a Funeral）
- 《越過死亡線》（Dead Man Walking）
- 《冰血暴》（Fargo）
- 《新娘百分百》（Notting Hill）
- 《聯航93》（United 93）
- 《BJ單身日記》（Bridget Jones's Diary）
- 《球戀大滿貫》（Wimbledon）
- 《音浪青春》（We Are Your Friends）
- 《丹麦女孩》（The Danish Girl）
- 《凱薩萬歲！》（Hail, Caesar!）
- 《BJ有喜》（Bridget Jones's Baby）
- 《玩命再劫》（Baby Driver）
- 《最黑暗的時刻》（Darkest Hour）
- 《维多利亚与阿卜杜勒》（Victoria & Abdul）
- 《雪人》（The Snowman）
- 《恩德培行動》（Entebbe）
- 《特務戇J：神級歸位》（Johnny English Strikes Again）
- 《雙后傳》（Mary Queen of Scots）
- 《魔劍少年》（The Kid Who Would Be King）
- 《昨日奇迹》（Yesterday）
- 《居禮夫人：放射永恆》（Radioactive）
- 《CATS貓》（Cats）
- 《艾瑪.》（Emma）
- 《情聖西哈諾》（Cyrano）
- 《迷離夜蘇活》（Last Night in Soho）
- 《幸福入場券》（Ticket to Paradise）
- 《泳出新生》（The Swimmers）
- 《某种物质》（The Substance）
- 《亲爱的，别！》（Honey, Don't!）

## 外部連結
- （英文） Working Title影業 （页面存档备份，存于）
- （英文） 艾瑞克·費納在互联网电影资料库（IMDb）上的資料（英文）